# Tournament of Hearts
Scotties Tournament of Hearts ist die nationale kanadischen Curling-Meisterschaft der Frauen, die alljährlich von der Canadian Curling Association (CCA) veranstaltet wird und seit 1961 stattfindet.
Die Round Robin wurde bis 2017 mit zwölf Mannschaften gespielt, wobei bis 2014 jede der zehn Provinzen eine Mannschaft stellte; dazu kam eine Mannschaft der drei Territorien und als zwölfte Mannschaft seit 1986 die Vorjahressiegerinnen als sog. „Team Kanada“.  2015 wurde das System umgestellt. Nunmehr konnte auch jedes der drei Territorien eine eigene Mannschaft entsenden; außerdem wurde Ontario mit dem Team  „Northern Ontario“ eine zweite Mannschaft zugestanden. Die Teilnehmerzahl von 12 Teams blieb aber unverändert. Automatisch qualifiziert waren neben dem Team Kanada (Platz eins im Vorjahr) die Teams der Provinzen und Territorien, die im Vorjahr die Plätze zwei bis elf belegt haben. Für den zwölften Startplatz fand ein Qualifikationsturnier statt, an dem das Team der Provinz bzw. des Territoriums, die bzw. das im Vorjahr den letzten Platz belegt hat, und die Teams, die im Vorjahr nicht qualifiziert waren, teilnahmen. Nach der Round Robin wurden die Siegerinnen im Page-Playoff-System ermittelt.
Seit 2018 nehmen 16 Teams am Turnier teil, nämlich je eines aus den zehn Provinzen und drei Territorien, ferner ein Team aus Northern Ontario, das aus den Vorjahressiegerinnen bestehende Team Kanada und das im Canadian Team Ranking System bestplatzierte nicht qualifizierte Team (Team Wildcard). Es werden zwei Gruppen zu je acht Teams gebildet, die in der Round Robin gegeneinander spielen. Die jeweils besten vier Teams spielen dann untereinander die vier Teilnehmer der Finalrunde aus.
Das siegreiche Team vertritt Kanada bei der kommenden Weltmeisterschaft. Das entsprechende Turnier der Männer heißt The Brier.

## Siegerinnen

### Diamond D Championship
| Jahr | Siegerinnenprovinz | Siegerinnenmannschaft                                             | Gastgeberinnen               |
| ---- | ------------------ | ----------------------------------------------------------------- | ---------------------------- |
| 1961 | Saskatchewan       | Joyce McKee, Sylvia Fedoruk, Barbara MacNevin, Rosa McFee         | Ottawa (Ontario)             |
| 1962 | British Columbia   | Ina Hansen, Ada Callas, Isabel Leith, May Shaw                    | Regina (Saskatchewan)        |
| 1963 | New Brunswick      | Mabel DeWare, Harriet Stratton, Forbis Stevenson, Marjorie Fraser | Saint John (New Brunswick)   |
| 1964 | British Columbia   | Ina Hansen, Ada Callas, Isabel Leith, May Shaw                    | Edmonton (Alberta)           |
| 1965 | Manitoba           | Peggy Casselman, Val Taylor, Pat MacDonald, Pat Scott             | Halifax (Nova Scotia)        |
| 1966 | Alberta            | Gale Lee, Hazel Jamison, Sharon Harrington, June Coyle            | Vancouver (British Columbia) |
| 1967 | Manitoba           | Betty Duguid, Joan Ingram, Larie Bradawaski, Dot Rose             | Montreal (Québec)            |

### Canadian Ladies Curling Association Championship
| Jahr | Siegerinnenprovinz | Siegerinnenmannschaft                                            | Gastgeberinnen                        |
| ---- | ------------------ | ---------------------------------------------------------------- | ------------------------------------- |
| 1968 | Alberta            | Hazel Jamison, Gale Lee, Jackie Spencer, June Coyle              | Winnipeg (Manitoba)                   |
| 1969 | Saskatchewan       | Joyce McKee, Vera Pezer, Lenore Morrison, Jennifer Falk          | Fort William (Ontario)                |
| 1970 | Saskatchewan       | Dorenda Schoenhals, Cheryl Stirton, Linda Burnham, Joan Anderson | Calgary (Alberta)                     |
| 1971 | Saskatchewan       | Vera Pezer, Sheila Rowan, Joyce McKee, Lenore Morrison           | St. John’s (Neufundland und Labrador) |

### Macdonald Lassies Championship
| Jahr | Siegerinnenprovinz | Siegerinnenmannschaft                                                 | Gastgeberinnen                       |
| ---- | ------------------ | --------------------------------------------------------------------- | ------------------------------------ |
| 1972 | Saskatchewan       | Vera Pezer, Sheila Rowan, Joyce McKee, Lenore Morrison                | Saskatoon (Saskatchewan)             |
| 1973 | Saskatchewan       | Vera Pezer, Sheila Rowan, Joyce McKee, Lenore Morrison                | Charlottetown (Prince Edward Island) |
| 1974 | Saskatchewan       | Emily Farnham, Linda Saunders, Pat McBeath, Donna Collins             | Victoria (British Columbia)          |
| 1975 | Québec             | Lee Tobin, Marilyn McNeil, Michelle Garneau, Laurie Ross              | Moncton (New Brunswick)              |
| 1976 | British Columbia   | Lindsay Davie, Dawn Knowles, Robin Wilson, Lorraine Bowles            | Winnipeg (Manitoba)                  |
| 1977 | Alberta            | Myrna McQuarrie, Rita Tarnava, Barb Davis, Jane Rempel                | Halifax (Nova Scotia)                |
| 1978 | Manitoba           | Cathy Pidzarko, Chris Pidzarko, Iris Armstrong, Patty Vanderkerckhove | Sault Ste. Marie (Ontario)           |
| 1979 | British Columbia   | Lindsay Sparkes, Dawn Knowles, Robin Wilson, Lorraine Bowles          | Montreal (Québec)                    |

### Canadian Ladies Curling Association Championship
| Jahr | Siegerinnenprovinz | Siegerinnenmannschaft                                    | Finalistinnenprovinz     | Finalistinnenmannschaft                                             | Gastgeberinnen                        |
| ---- | ------------------ | -------------------------------------------------------- | ------------------------ | ------------------------------------------------------------------- | ------------------------------------- |
| 1980 | Saskatchewan       | Marj Mitchell, Nancy Kerr, Shirley McKendry, Wendy Leach | Nova Scotia              | Colleen Jones, Sally Jane Saunders, Margaret Knickle, Barbara Jones | Edmonton (Alberta)                    |
| 1981 | Alberta            | Susan Seitz, Judy Erickson, Myrna McKay, Betty McCracken | Neufundland und Labrador | Sue Anne Bartlett, Patricia Dwyer, Joyce Nichols, Jo Ann Bepperling | St. John’s (Neufundland und Labrador) |

### Scott Tournament of Hearts
| Jahr | Siegerinnenprovinz | Siegerinnenmannschaft                                               | Finalistinnenprovinz     | Finalistinnenmannschaft                                                  | Gastgeberinnen                        |
| ---- | ------------------ | ------------------------------------------------------------------- | ------------------------ | ------------------------------------------------------------------------ | ------------------------------------- |
| 1982 | Nova Scotia        | Colleen Jones, Kay Smith, Monica Jones, Barbara Jones-Gordon        | Manitoba                 | Dorothy Rose, Lynne Andrews, Kim Crass, Shannon Burns                    | Regina (Saskatchewan)                 |
| 1983 | Nova Scotia        | Penny Larocque, Sharon Horne, Cathy Caudle, Pam Sanford             | Alberta                  | Catharine Shaw, Christine Jurgenson, Sandra Rippel, Penny Ryan           | Prince George (British Columbia)      |
| 1984 | Manitoba           | Connie Laliberte, Chris More, Corinne Peters, Janet Arnott          | Nova Scotia              | Colleen Jones, Wendy Currie, Monica Jones, Barbara Jones-Gordon          | Charlottetown (Prince Edward Island)  |
| 1985 | British Columbia   | Linda Moore, Lindsay Sparkes, Debbie Jones, Laurie Carney           | Neufundland und Labrador | Sue Anne Bartlett, Patricia Dwyer, Margaret Knickle, Debra Herbert       | Winnipeg (Manitoba)                   |
| 1986 | Ontario            | Marilyn Darte, Kathy McEdwards, Chris Jurgenson, Jan Augustyn       | Kanada                   | Linda Moore, Lindsay Sparkes, Debbie Jones, Laurie Carney                | London (Ontario)                      |
| 1987 | British Columbia   | Pat Sanders, Louise Herlinveaux, Georgina Hawkes, Deb Massullo      | Manitoba                 | Kathie Ellwood, Cathy Treloar, Laurie Ellwood, Sandra Asham              | Lethbridge (Alberta)                  |
| 1988 | Ontario            | Heather Houston, Lorraine Lang, Diane Adams, Tracy Kennedy          | Kanada                   | Pat Sanders, Louise Herlinveaux, Georgina Hawkes, Deb Massullo           | Fredericton (New Brunswick)           |
| 1989 | Kanada             | Heather Houston, Lorraine Lang, Diane Adams, Tracy Kennedy          | Manitoba                 | Chris More, Karen Purdy, Lori Zeller, Kristin Kuruluk                    | Kelowna (British Columbia)            |
| 1990 | Ontario            | Alison Goring, Kristin Turcotte, Andrea Lawes, Cheryl McPherson     | Nova Scotia              | Heather Rankin, Beth Rankin, Judith Power, Suzanne Green                 | Ottawa (Ontario)                      |
| 1991 | British Columbia   | Julie Sutton, Jodie Sutton, Melissa Soligo, Karri Willms            | New Brunswick            | Heidi Hanlon, Kathy Floyd, Sheri Stewart, Mary Harding                   | Saskatoon (Saskatchewan)              |
| 1992 | Manitoba           | Connie Laliberte, Laurie Allen, Cathy Gauthier, Janet Arnott        | Kanada                   | Julie Sutton, Jodi Sutton, Melissa Soligo, Karri Willms                  | Halifax (Nova Scotia)                 |
| 1993 | Saskatchewan       | Sandra Peterson, Jan Betker, Joan McCusker, Marcia Gudereit         | Manitoba                 | Maureen Bonar, Lois Fowler, Allyson Bell, Rhonda Fowler                  | Brandon (Manitoba)                    |
| 1994 | Kanada             | Sandra Peterson, Jan Betker, Joan McCusker, Marcia Gudereit         | Manitoba                 | Connie Laliberte, Karen Purdy, Cathy Gauthier, Janet Arnott              | Kitchener-Waterloo (Ontario)          |
| 1995 | Manitoba           | Connie Laliberte, Cathy Overton, Cathy Gauthier, Janet Arnott       | Alberta                  | Cathy Borst, Maureen Brown, Deanne Shields, Kate Horne                   | Calgary (Alberta)                     |
| 1996 | Ontario            | Marilyn Bodogh, Kim Gellard, Corie Beveridge, Jane Hooper Perroud   | Alberta                  | Cheryl Kullman, Karen Ruus, Barb Sherrington, Judy Pendergast            | Thunder Bay (Ontario)                 |
| 1997 | Saskatchewan       | Sandra Schmirler, Jan Betker, Joan McCusker, Marcia Gudereit        | Ontario                  | Alison Goring, Lori Eddy, Kim Moore, Mary Bowman                         | Vancouver (British Columbia)          |
| 1998 | Alberta            | Cathy Borst, Heather Godberson, Brenda Bohmer, Kate Horne           | Ontario                  | Anne Merklinger, Theresa Breen, Patti McKnight, Audrey Frey              | Regina (Saskatchewan)                 |
| 1999 | Nova Scotia        | Colleen Jones, Kim Kelly, Mary-Anne Waye, Nancy Delahunt            | Kanada                   | Cathy Borst, Heather Godberson, Brenda Bohmer, Kate Horne                | Charlottetown (Prince Edward Island)  |
| 2000 | British Columbia   | Kelley Law, Julie Skinner, Georgina Wheatcroft, Diane Nelson        | Ontario                  | Anne Merklinger, Theresa Breen, Patti McKnight, Audrey Frey              | Prince George (British Columbia)      |
| 2001 | Nova Scotia        | Colleen Jones, Kim Kelly, Mary-Anne Waye, Nancy Delahunt            | Kanada                   | Kelley Law, Julie Skinner, Georgina Wheatcroft, Diane Nelson             | Greater Sudbury (Ontario)             |
| 2002 | Kanada             | Colleen Jones, Kim Kelly, Mary-Anne Waye, Nancy Delahunt            | Saskatchewan             | Sherry Anderson, Kim Hodson, Sandra Mulroney, Donna Gignac               | Brandon (Manitoba)                    |
| 2003 | Kanada             | Colleen Jones, Kim Kelly, Mary-Anne Waye, Nancy Delahunt            | Neufundland und Labrador | Cathy Cunningham, Peg Goss, Kathy Kerr, Heather Martin                   | Kitchener-Waterloo (Ontario)          |
| 2004 | Kanada             | Colleen Jones, Kim Kelly, Mary-Anne Arsenault, Nancy Delahunt       | Québec                   | Marie-France Larouche, Karo Gagnon, Annie Lemay, Véronique Grégoire      | Red Deer (Alberta)                    |
| 2005 | Manitoba           | Jennifer Jones, Cathy Overton-Clapham, Jill Officer, Cathy Gauthier | Ontario                  | Jenn Hanna, Pascale Letendre, Dawn Askin, Stephanie Hanna                | St. John’s (Neufundland und Labrador) |
| 2006 | British Columbia   | Kelly Scott, Jeanna Schraeder, Sasha Carter, Renee Simons           | Kanada                   | Jennifer Jones, Cathy Overton-Clapham, Jill Officer, Georgina Wheatcroft | London (Ontario)                      |

### Scotties Tournament of Hearts
| Jahr | Siegerinnenprovinz | Siegerinnenmannschaft                                            | Finalistinnenprovinz | Finalistinnenmannschaft                                        | Gastgeberinnen                       |
| ---- | ------------------ | ---------------------------------------------------------------- | -------------------- | -------------------------------------------------------------- | ------------------------------------ |
| 2007 | Kanada             | Kelly Scott, Jeanna Schraeder, Sasha Carter, Renee Simons        | Saskatchewan         | Jan Betker, Lana Vey, Nancy Inglis, Marcia Gudereit            | Lethbridge (Alberta)                 |
| 2008 | Manitoba           | Jennifer Jones, Cathy Overton-Clapham, Jill Officer, Dawn Askin  | Alberta              | Shannon Kleibrink, Amy Nixon, Bronwen Saunders, Chelsey Bell   | Regina (Saskatchewan)                |
| 2009 | Kanada             | Jennifer Jones, Cathy Overton-Clapham, Jill Officer, Dawn Askin  | British Columbia     | Marla Mallett, Grace MacInnes, Diane Gushulak, Jacalyn Brown   | Victoria (British Columbia)          |
| 2010 | Kanada             | Jennifer Jones, Cathy Overton-Clapham, Jill Officer, Dawn Askin  | Prince Edward Island | Erin Carmody, Geri-Lynn Ramsay, Kathy O’Rourke, Tricia Affleck | Sault Ste. Marie (Ontario)           |
| 2011 | Saskatchewan       | Amber Holland, Kim Schneider, Tammy Schneider, Heather Kalenchuk |                      |                                                                | Charlottetown (Prince Edward Island) |

| Jahr | Gold         | Gold                                                             | Silber           | Silber                                                                  | Bronze           | Bronze                                                                 | Ort                                  |
| Jahr | Provinz      | Team                                                             | Provinz          | Team                                                                    | Provinz          | Team                                                                   | Ort                                  |
| ---- | ------------ | ---------------------------------------------------------------- | ---------------- | ----------------------------------------------------------------------- | ---------------- | ---------------------------------------------------------------------- | ------------------------------------ |
| 2011 | Saskatchewan | Amber Holland, Kim Schneider, Tammy Schneider, Heather Kalenchuk | Kanada           | Jennifer Jones, Kaitlyn Lawes, Jill Officer, Dawn Askin                 | Nova Scotia      | Heather Smith-Dacey, Danielle Parsons, Blisse Comstock, Teri Lake      | Charlottetown (Prince Edward Island) |
| 2012 | Alberta      | Heather Nedohin, Beth Iskiw, Jessica Mair, Laine Peters          | British Columbia | Kelly Scott, Sasha Carter, Dailene Sivertson, Jacquie Armstrong         | Manitoba         | Jennifer Jones, Kaitlyn Lawes, Jill Officer, Dawn Askin                | Red Deer (Alberta)                   |
| 2013 | Ontario      | Rachel Homan, Emma Miskew, Alison Kreviazuk, Lisa Weagle         | Manitoba         | Jennifer Jones, Kaitlyn Lawes, Jill Officer, Dawn Askin                 | British Columbia | Kelly Scott, Jeanna Schraeder, Sasha Carter, Sarah Wazney              | Kingston (Ontario)                   |
| 2014 | Kanada       | Rachel Homan, Emma Miskew, Alison Kreviazuk, Lisa Weagle         | Alberta          | Valerie Sweeting, Joanne Courtney, Dana Ferguson, Rachelle Pidherny     | Manitoba         | Chelsea Carey, Kristy McDonald, Kristen Foster, Lindsay Titheridge     | Montreal (Québec)                    |
| 2015 | Manitoba     | Jennifer Jones, Kaitlyn Lawes, Jill Officer, Dawn McEwen         | Alberta          | Valerie Sweeting, Lori Olson-Johns, Dana Ferguson, Rachelle Brown       | Kanada           | Rachel Homan, Emma Miskew, Joanne Courtney, Lisa Weagle                | Moose Jaw (Saskatchewan)             |
| 2016 | Alberta      | Chelsea Carey, Amy Nixon, Jocelyn Peterman, Laine Peters         | Northern Ontario | Krista McCarville, Kendra Lilly, Ashley Sippala, Sarah Potts            | Kanada           | Jennifer Jones, Kaitlyn Lawes, Jill Officer, Dawn McEwen               | Grande Prairie (Alberta)             |
| 2017 | Ontario      | Rachel Homan, Emma Miskew, Joanne Courtney, Lisa Weagle          | Manitoba         | Michelle Englot, Kate Cameron, Leslie Wilson-Westcott, Raunora Westcott | Kanada           | Chelsea Carey, Amy Nixon, Jocelyn Peterman, Laine Peters               | St. Catharines (Ontario)             |
| 2018 | Manitoba     | Jennifer Jones, Shannon Birchard, Jill Officer, Dawn McEwen      | Wildcard         | Kerri Einarson, Selena Kaatz, Liz Fyfe, Kristin MacCuish                | Nova Scotia      | Mary-Anne Arsenault, Christina Black, Jennifer Baxter, Jennifer Crouse | Penticton (British Columbia)         |
| 2019 | Alberta      | Chelsea Carey, Sarah Wilkes, Dana Ferguson, Rachelle Brwon       | Ontario          | Rachel Homan, Emma Miskew, Joanne Courtney, Lisa Weagle                 | Saskatchewan     | Robyn Silvernagel, Stefanie Lawton, Jessie Hunkin, Kara Thevenot       | Sydney (Nova Scotia)                 |
| 2020 | Manitoba     | Kerri Einarson, Val Sweeting, Shanon Birchard, Brianne Meilleur  | Ontario          | Rachel Homan, Emma Miskew, Joanne Courtney, Lisa Weagle                 | Wildcard         | Jennifer Jones, Kaitlyn Lawes, Jocelyn Peterman, Dawn McEwen           | Moose Jaw (Saskatchewan)             |
| 2021 | Kanada       | Kerri Einarson, Val Sweeting, Shanon Birchard, Brianne Meilleur  | Ontario          | Rachel Homan, Emma Miskew, Sarah Wilkes, Joanne Courtney                | Alberta          | Laura Walker, Kate Cameron, Taylor McDonald, Rachelle Brwon            | Calgary (Alberta)                    |
| 2022 |              |                                                                  |                  |                                                                         |                  |                                                                        | Thunder Bay (Ontario)                |

## Preisträgerinnen

### „Marj Mitchell Sportsmanship Award“
- 1982: Carol Thompson, Ontario
- 1983: Penny LaRocque, Nova Scotia
- 1984: Yvonne Smith, Ontario
- 1985: Cathy Dillon, Prince Edward Island
- 1986: Mabel Thompson, Alberta
- 1987: Kim Duck, Ontario
- 1988: Mary Biard, Nova Scotia
- 1989: Heidi Hanlon, New Brunswick
- 1990: Jackie-Rae Greening, Alberta
- 1991: Alison Goring, Kanada
- 1992: Heidi Hanlon, New Brunswick
- 1993: Laurie Allen, Kanada
- 1994: Patti McKnight, Ontario
- 1995: Alison Goring, Ontario
- 1996: Stephanie Marchand, Québec
- 1997: Alison Goring, Ontario
- 1998: Anne Merklinger, Ontario
- 1999: Jane Arseneau, New Brunswick
- 2000: Anne Merklinger, Ontario
- 2001: Jane Arseneau, New Brunswick
- 2002: Meredith Doyle, Nova Scotia
- 2003: Anne Dunn, Ontario
- 2004: Sherry Anderson, Saskatchewan
- 2005: Stefanie Richard, Prince Edward Island
- 2006: Kelly Scott, British Columbia
- 2007: Stefanie Clark, Prince Edward Island
- 2008: Stefanie Clark, Prince Edward Island
- 2009: Cori Batel, Alberta
- 2010: Kelly Scott, British Columbia
- 2011:	Cathy Overton-Clapham, Manitoba
- 2012:	Amanda Gates, Ontario
- 2013:	Sasha Carter, British Columbia
- 2014:	Sherry Anderson, Saskatchewan
- 2015:	Sherry Anderson, Saskatchewan
- 2016:	Ashley Howard, Saskatchewan
- 2017:	Kerry Galusha, Northwest Territorien
- 2018: Sherry Anderson, Saskatchewan

### „Sandra Schmirler Most Valuable Player Award“
- 1997: Marcia Gudereit, Saskatchewan
- 1998: Brenda Bohmer, Alberta
- 1999: Kim Kelly, Nova Scotia
- 2000: Julie Skinner, British Columbia
- 2001: Nancy Delahunt, Nova Scotia
- 2002: Colleen Jones, Kanada
- 2003: Colleen Jones, Kanada
- 2004: Colleen Jones, Kanada
- 2005: Jenn Hanna, Ontario
- 2006: Kelly Scott, British Columbia
- 2007: Kelly Scott, Kanada
- 2008: Cathy Overton-Clapham, Manitoba
- 2009: Jennifer Jones, Kanada
- 2010: Erin Carmody, Prince Edward Island
- 2011:	Amber Holland, Saskatchewan
- 2012:	Heather Nedohin, Alberta
- 2013:	Lisa Weagle, Ontario
- 2014:	Rachel Homan, Canada
- 2015:	Jennifer Jones, Manitoba
- 2016:	Chelsea Carey, Alberta
- 2017:	Rachel Homan, Ontario
- 2018: Jennifer Jones, Manitoba

### „Shot of the Week Award“
- 1997: Sandra Schmirler, Saskatchewan
- 1998: Anne Merklinger, Ontario
- 1999: Cathy Borst, Alberta
- 2000: Julie Skinner, British Columbia
- 2001: Marie-France Larouche, Québec
- 2002: Sherry Anderson, Saskatchewan
- 2003: Cathy Cunningham, Neufundland und Labrador
- 2004: Lois Fowler, Manitoba
- 2005: Jennifer Jones, Manitoba
- 2006: Jennifer Jones, Kanada
- 2007: Jan Betker, Saskatchewan
- 2008: Sherry Middaugh, Ontario
- 2009: Kerry Galusha, Nordwest-Territorien/Yukon
- 2010:	Krista McCarville, Ontario
- 2011:	Amber Holland, Saskatchewan
- 2012:	Sasha Carter, British Columbia
- 2013:	Rachel Homan, Ontario